# Север-9
«Север-9» — воздушная высокоширотная экспедиция, проводившаяся в СССР в марте — мае и в сентябре — октябре 1957 года.

## Деятельность
Начальники экспедиции — М. М. Никитин (март — май), Б. В. Вайнбаум (сентябрь — октябрь).
Были осуществлены полёты с первичными посадками на дрейфующий лед и транспортные полеты на станцию «Северный полюс-7». Эта экспедиция сменила персонал станции «Северный полюс-6», эвакуировала находившуюся недалеко от пролива Фрама станцию «Северный полюс-4» и организовала вблизи Полюса относительной недоступности новую станцию «Северный полюс-7». Работы экспедиции охватили районы вокруг географического полюса, Полюса относительной недоступности и к северу от Восточно-Сибирского моря. 
В работах участвовали самолеты: Ли-2, Ил-12, Ил-14, Ту-4 и вертолет Ми-4. Командиры: М. Ф. Ручкин, М. Я. Дондуков, М. П. Ступишин, В. С. Григорьев, В. А. Андреев, И. С. Котов, А. В. Самусев, Б. С. Осипов, Н. Г. Бахтинов, Ф. А. Шатров, А. Н. Пименов, Г. А. Корсаков, К. Ф. Михаленко, В. Н. Васильев, В. И. Масленников, М. В. Плиш, В. М. Перов, Е. Ф. Макарцев, Н. И. Андреев.

### Личный состав
1. В. В. Богородский — начальник отряда, радиофизик.
2. В. К. Безруков — радиофизик.
3. А. В. Гусев — радиофизик.
4. В. А. Спицын — радиофизик.
5. Л. И. Савалков — радиофизик.
6. Л. В. Грызилов — радиофизик.
7. С. Е. Николаев — ледоисследователь.
8. М. Ф. Лежнев — ледоисследователь.
9. Ю. Н. Сильвестров — радиофизик.
10. А. Н. Фоминов — радиофизик.
11. А. И. Гаудис[1] — гидролог-ледовый разведчик.
12. А. П. Козырев — гидролог-ледовый разведчик.
13. В. Н. Щербинин — гидролог-ледовый разведчик.
14. Н. Т. Субботин — гидролог-ледовый разведчик.
15. Ю. К. Алексеев — приборист.
16. И. Н. Просветов — ледоисследователь.
17. И. П. Романов — океанолог.
18. В. М. Сарри — приборист.
19. Н. В. Мустафин — океанолог.
20. Д. А. Низяев — приборист.
21. И. Н. Овсянников — приборист.
22. А. И. Воскресенский — метеоролог.
23. Н. П. Артеменко — океанолог.
24. С. Я. Ефимов — гидрохимик.
25. С. И. Кабанов — механик.
26. С. Т. Серлапов[2] — руководитель группы разведки погоды, синоптик.
27. О. М. Кузнецов — метеоролог.
28. Л. П. Никандров — метеоролог.
29. А. А. Ледохович — метеоролог.
30. Ю. В. Николаев — метеоролог.
31. Н. Т. Субботин — аэрофотосъемщик.
32. Н. М. Шакиров — аэрофотосъемщик.